# Pietro Perdichizzi
Pietro Perdichizzi (Charleroi, 16 dicembre 1992) è un calciatore belga di origini italiane, difensore del Lierse Kempenzonen.

## Carriera

### Club
Perdichizzi è cresciuto nel settore giovanile del Charleroi ed ha debuttato in prima squadra il 16 gennaio 2010 nell'incontro di Pro League perso 3-1 contro il Genk. Nel 2011 è stato acquistato dal Club Bruges che non lo ha tuttavia mai impiegato in prima squadra. Al termine della stagione è passato in prestito allo Zulte Waregem, trovando però anche lì poco spazio.
Nel 2013 è sceso di categoria firmando con il Roeselare in Tweede klasse. Dopo due stagioni si è trasferito all'Anversa rimanendovi una stagione per poi passare all'Union Saint-Gilloise. Con il club gialloblu ha segnato il primo gol in carriera, il 10 febbraio 2017 contro il Cercle Bruges.
Nel 2020 è stato acquistato dal Westerlo, con cui ha ottenuto la promozione in Pro League al termine della stagione seguente. È tornato a giocare un incontro in massima divisione il 24 luglio 2022, a nove anni di distanza dall'ultima apparizione con lo Zulte Waregem.

### Nazionale
Ha giocato con il Belgio Under-19 e Under-21.

## Statistiche

### Presenze e reti nei club
Statistiche aggiornate al 15 marzo 2024.
| Stagione        | Squadra              | Campionato      | Campionato | Campionato | Coppe nazionali | Coppe nazionali | Coppe nazionali | Coppe continentali | Coppe continentali | Coppe continentali | Altre coppe | Altre coppe | Altre coppe | Totale | Totale | Totale |
| Stagione        | Squadra              | Comp            | Pres       | Reti       | Comp            | Pres            | Reti            | Comp               | Pres               | Reti               | Comp        | Pres        | Reti        | Pres   | Reti   |        |
| --------------- | -------------------- | --------------- | ---------- | ---------- | --------------- | --------------- | --------------- | ------------------ | ------------------ | ------------------ | ----------- | ----------- | ----------- | ------ | ------ | ------ |
| 2009-2010       | Charleroi            | D1              | 6          | 0          | CB              | 0               | 0               |                    | -                  | -                  |             | -           | -           | 6      | 0      |        |
| 2010-2011       | Charleroi            | D1              | 9          | 0          | CB              | 0               | 0               |                    | -                  | -                  |             | -           | -           | 9      | 0      |        |
| 2011-2012       | Club Bruges          | D1              | 0          | 0          | CB              | 0               | 0               | UEL                | 0                  | 0                  |             | -           | -           | 0      | 0      |        |
| 2012-2013       | Zulte Waregem        | D1              | 1          | 0          | CB              | 1               | 0               |                    | -                  | -                  |             | -           | -           | 2      | 0      |        |
| 2013-2014       | Roeselare            | D2              | 22         | 0          | CB              | 2               | 0               |                    | -                  | -                  |             | -           | -           | 24     | 0      |        |
| 2014-2015       | Roeselare            | D2              | 13         | 0          | CB              | 1               | 0               |                    | -                  | -                  |             | -           | -           | 14     | 0      |        |
| 2015-2016       | Anversa              | D2              | 9          | 0          | CB              | 3               | 0               |                    | -                  | -                  |             | -           | -           | 12     | 0      |        |
| 2016-2017       | Union Saint-Gilloise | D2              | 19         | 3          | CB              | 0               | 0               |                    | -                  | -                  |             | -           | -           | 19     | 3      |        |
| 2017-2018       | Union Saint-Gilloise | D2              | 29         | 2          | CB              | 2               | 0               |                    | -                  | -                  |             | -           | -           | 31     | 2      |        |
| 2018-2019       | Union Saint-Gilloise | D2              | 28         | 2          | CB              | 3               | 0               |                    | -                  | -                  |             | -           | -           | 31     | 2      |        |
| 2019-2020       | Union Saint-Gilloise | D2              | 22         | 2          | CB              | 1               | 0               |                    | -                  | -                  |             | -           | -           | 23     | 2      |        |
| 2020-2021       | Westerlo             | D2              | 18         | 1          | CB              | 2               | 0               |                    | -                  | -                  |             | -           | -           | 20     | 1      |        |
| 2021-2022       | Westerlo             | D2              | 23         | 1          | CB              | 3               | 0               |                    | -                  | -                  |             | -           | -           | 26     | 1      |        |
| 2022-2023       | Westerlo             | D1              | 24         | 0          | CB              | 2               | 0               |                    | -                  | -                  |             | -           | -           | 26     | 0      |        |
| 2023-2024       | Westerlo             | D1              | 6          | 0          | CB              | 1               | 0               |                    | -                  | -                  |             | -           | -           | 7      | 0      |        |
| Totale carriera | Totale carriera      | Totale carriera | 229        | 11         |                 | 21              | 0               |                    | 0                  | 0                  |             | -           | -           | 250    | 11     |        |

## Palmarès

### Club

#### Competizioni nazionali
- Division 1B: 1

Westerlo: 2021-2022